# Sulcoretepora raricosta
Sulcoretepora raricosta is een mosdiertjessoort uit de familie van de Cystodictyonidae. De wetenschappelijke naam van de soort is voor het eerst geldig gepubliceerd in 1844 door McCoy.